# Gents

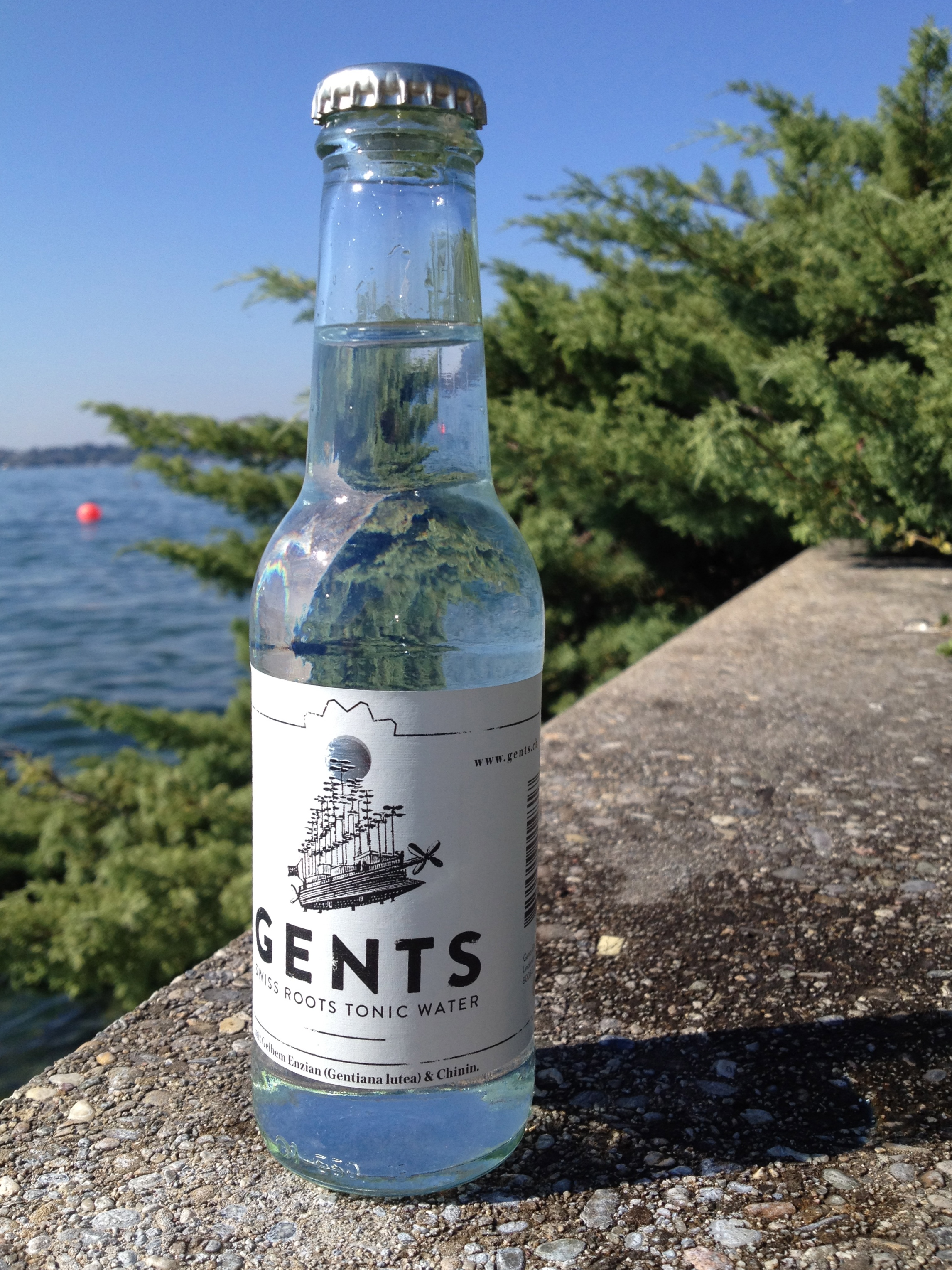
Gents

Gents ist ein kohlensäurehaltiges, alkoholfreies Tonicgetränk, das im Kanton Zürich in der Schweiz hergestellt wird. Gents gibt es seit dem 1. Juni 2012. 

## Zusammensetzung
Gents enthält Schweizer Rübenzucker, Zitronenaroma, Chinin aus der Chinarinde und Extrakt aus dem Gelben Enzian. Gewonnen wird der Enzianextrakt aus Pflanzen aus dem Schweizer Jura. 
Der Name «Gents» verweist auf den Extrakt aus Gelbem Enzian (Gentiana lutea), ein traditionsreicher Inhaltsstoff für mehrere Getränke im Alpenraum.

## Entwicklung
Konzipiert und vertrieben wird Gents von der Zürcher «Startup Gents GmbH»; Gründer ist der Journalist und Kommunikationsexperte Hans Georg Hildebrandt. An der Entwicklung von Gents mitbeteiligt waren der Sensoriker Patrick Zbinden, der junge Koch Ralph Schelling und Markus Blattner, Chef de bar im Widder Hotel.

## Produktion
Hergestellt wird der Grundstoff von Gents bei einer Firma am Zürichsee. Das Zitronenaroma wird zur Hochsaison aus 30 Tonnen sizilianischen Zitronen gewonnen und in einem proprietären Verfahren extrahiert. Der Enzianextrakt wird im Appenzell mittels Mazeration zu einer Urtinktur verarbeitet, aus der das Aroma für das Getränk gewonnen wird. In einem einwöchigen Vorgang werden alle Zutaten zum fertigen Getränk gemischt.

## Sortiment
Neben dem Tonic Water gibt es unter der Marke «Gents» ein Ginger Ale («African Roots Ginger Ale») mit zwei Sorten Ingwer und Mandarine, ein Bitter Lemon («Swiss Roots Bitter Lemon») mit Mädesüss und Grapefruit, ein Ginger Beer («Swiss Craft Ginger Brew») mit Ingwersaft, Zitronengras, Pfeffer und Apfeldicksaft sowie einen Vermouth mit Moschus-Schafgarbe, Galanga und Bittermandelöl.

## Vertrieb
Gents wird in 2 dl-Flaschen angeboten. Beim Schiff auf der Etikette handelt es sich um die “Albatros” aus Jules Vernes Roman Robur der Eroberer.
Zu Beginn der Produktion war der Vertrieb von Gents auf den Zürcher Raum beschränkt. Inzwischen wird es sowohl schweizweit als auch, bei ausgesuchten Händlern, europaweit angeboten.
Auf der Expo 2015, die unter dem Motto „Feeding the Planet, Energy for life“ in Mailand stattfand, wurde Gents im Sockel des Landespavillons der Schweiz zusammen mit anderen typischen Zürcher Produkten prominent präsentiert. Ausgestellt wurden u. a. die Sprüngli-Praliné-Box, Stadthonig, Tirggel, Biere von Kleinbrauereien, Weine der Staatskellerei sowie das Tonic Water von Gents.
«Gents» ist als «Gents Swiss Roots Tonic Water» im schweizerischen Markenregister eingetragen.